# 野上結貴
野上 結貴（のがみ ゆうき、1991年4月20日 - ）は、東京都杉並区出身のプロサッカー選手。Jリーグ・名古屋グランパス所属。ポジションはディフェンダー（DF）。

## プロ入り前
通っていた若杉小学校のサッカースクールが校庭で練習する様子を見てサッカーに興味を持、1年生か2年生の頃にサッカーを始める。サッカーと同時に野球もしており、サッカーでは当時はFWなどでプレーしていた。
天沼中学校に進学時には、スクールのコーチの勧めでFC東京の下部組織のテストを受けるが最終選考で落ち、自宅から通える距離にあったワセダクラブForza'02に所属した。
高校進学時にはForza'02のコーチの勧めもあり、自宅からも近かった保善高等学校に進学。この当時は中盤の選手であった。卒業後は桐蔭横浜大学に進学。

## クラブ経歴

### 横浜FC
大学在籍中の2012年に横浜FCの特別指定選手として加入。4月27日のFC岐阜戦でJリーグデビューし、最終的にリーグ戦3試合に出場。12月10日に大学卒業後の加入内定が発表された。
正式に加入した2013年から3年連続で年間約40試合に出場を続けるが、2016年はチームの守備戦術の修正に伴って7月までの出場は8試合のみと大きく出場機会を減らしていた。

### サンフレッチェ広島
2016年7月11日、サンフレッチェ広島への完全移籍が発表された。この年の広島は佐々木翔の長期離脱や、塩谷司のリオデジャネイロオリンピック出場（オーバーエイジ枠）などで駒不足となった守備陣にコンバートが行われ、そのために負荷がかかった選手に怪我人が生じるなど人材不足が顕著な状態となっていた。野上は緊急補強として加入した形だが、初年は広島特有の可変システム（ミシャ式）に適応できずにわずか数試合の出場に留まった。
2018年に城福浩が監督に就任すると、導入された4-4-2のセンターバックとして定着し、3バックに戻った2019年には佐々木翔・荒木隼人とともに鉄板のDF陣の一角に名を連ねた。ミヒャエル・スキッベが監督就任した2022年には塩谷司に右センターバックのスタメンを譲るも、8月頃からは右ウィングバックに移って定位置を確保した。
なお、2020年8月19日のJ1第11節・FC東京戦にてJ1通算22,500ゴールとなる得点を記録した。

### 名古屋グランパス
2022年12月2日、名古屋グランパスへの完全移籍が発表された。当初は3バックの右センターバックでの起用が多かったが、2023年8月2日の天皇杯4回戦以降は右ウィングバックでの起用も増えている。

## 選手としての特徴
3バックの右センターバックを主戦場としながら、右サイドバック・右ウィングバック・守備的ミッドフィールダーなどでもプレー可能な守備のマルチロール。体格的に決して恵まれてはいないが高さと速さには定評があり、空中戦と対人守備に強さがある。守備的なポジションながらも、攻撃の起点となったりチャンスメイクにも関わる場面もある攻撃的DFともされ、吉田安孝は野上を「高い守備のスキルを持ちながら、攻撃の能力と貢献度も高い、非常に器用な選手」と評価している。

## 所属クラブ
- 1998年 - 2003年 若杉SC（杉並区立若杉小学校）
- 2004年 - 2006年 FORZA’02 (杉並区立天沼中学校)
- 2007年 - 2009年 保善高等学校
- 2010年 - 2012年 桐蔭横浜大学
  - 2012年 横浜FC（特別指定選手）
- 2013年 - 2016年7月  横浜FC
- 2016年7月 -  2022年  サンフレッチェ広島
- 2023年 -  名古屋グランパス

## 個人成績
| 国内大会個人成績 | 国内大会個人成績 | 国内大会個人成績 | 国内大会個人成績 | 国内大会個人成績 | 国内大会個人成績 | 国内大会個人成績 | 国内大会個人成績 | 国内大会個人成績 | 国内大会個人成績 | 国内大会個人成績 | 国内大会個人成績 |
| 年度             | クラブ           | 背番号           | リーグ           | リーグ戦         | リーグ戦         | リーグ杯         | リーグ杯         | オープン杯       | オープン杯       | 期間通算         | 期間通算         |
| 年度             | クラブ           | 背番号           | リーグ           | 出場             | 得点             | 出場             | 得点             | 出場             | 得点             | 出場             | 得点             |
| 日本             | 日本             | 日本             | 日本             | リーグ戦         | リーグ戦         | リーグ杯         | リーグ杯         | 天皇杯           | 天皇杯           | 期間通算         | 期間通算         |
| ---------------- | ---------------- | ---------------- | ---------------- | ---------------- | ---------------- | ---------------- | ---------------- | ---------------- | ---------------- | ---------------- | ---------------- |
| 2012             | 横浜FC           | 30               | J2               | 3                | 0                | -                | -                | -                | -                | 3                | 0                |
| 2013             | 横浜FC           | 2                | J2               | 41               | 1                | -                | -                | 0                | 0                | 41               | 1                |
| 2014             | 横浜FC           | 2                | J2               | 41               | 5                | -                | -                | 1                | 0                | 42               | 5                |
| 2015             | 横浜FC           | 2                | J2               | 37               | 0                | -                | -                | 2                | 0                | 39               | 0                |
| 2016             | 横浜FC           | 2                | J2               | 8                | 0                | -                | -                | -                | -                | 8                | 0                |
| 2016             | 広島             | 2                | J1               | 4                | 0                | 2                | 1                | 2                | 0                | 8                | 1                |
| 2017             | 広島             | 2                | J1               | 24               | 0                | 6                | 0                | 2                | 0                | 32               | 0                |
| 2018             | 広島             | 2                | J1               | 30               | 0                | 4                | 0                | 1                | 0                | 35               | 0                |
| 2019             | 広島             | 2                | J1               | 33               | 1                | 2                | 0                | 1                | 0                | 36               | 1                |
| 2020             | 広島             | 2                | J1               | 30               | 1                | 2                | 0                | -                | -                | 32               | 1                |
| 2021             | 広島             | 2                | J1               | 37               | 0                | 1                | 0                | 0                | 0                | 38               | 0                |
| 2022             | 広島             | 2                | J1               | 25               | 1                | 13               | 1                | 4                | 0                | 42               | 2                |
| 2023             | 名古屋           | 2                | J1               | 31               | 1                | 6                | 0                | 4                | 1                | 41               | 2                |
| 2024             | 名古屋           | 2                | J1               | 26               | 1                | 9                | 1                | 0                | 0                | 35               | 2                |
| 2025             | 名古屋           | 2                | J1               |                  |                  | 1                | 0                |                  |                  |                  |                  |
| 通算             | 日本             | 日本             | J1               | 240              | 5                | 46               | 3                | 14               | 1                | 299              | 9                |
| 通算             | 日本             | 日本             | J2               | 130              | 6                | -                | -                | 3                | 0                | 133              | 6                |
| 総通算           | 総通算           | 総通算           | 総通算           | 370              | 11               | 46               | 3                | 17               | 1                | 432              | 15               |

| 国際大会個人成績 | 国際大会個人成績 | 国際大会個人成績 | 国際大会個人成績 | 国際大会個人成績 |
| 年度             | クラブ           | 背番号           | 出場             | 得点             |
| AFC              | AFC              | AFC              | ACL              | ACL              |
| ---------------- | ---------------- | ---------------- | ---------------- | ---------------- |
| 2019             | 広島             | 2                | 4                | 0                |
| 通算             | AFC              | AFC              | 4                | 0                |

その他の国際公式戦
- 2019年
  - AFCチャンピオンズリーグ・プレーオフ 1試合0得点
- Jリーグ初出場 - 2012年4月27日 J2第10節 FC岐阜戦（岐阜メモリアルセンター長良川競技場）
- Jリーグ初得点 - 2013年3月10日 J2第2節 徳島ヴォルティス戦（ニッパツ三ツ沢球技場）

## タイトル

### クラブ
サンフレッチェ広島
- Jリーグカップ（2022年）

名古屋グランパス
- Jリーグカップ（2024年）

## 選抜歴
- 2011年 関東大学選抜